# レネ・スメット
レネ・スメット（René Smet、1898年4月24日 - 1980年）は、ベルギーのボート選手およびボクサー。ボート競技では、1920年夏季オリンピックのアントワープで男子エイトに出場し、1回戦で敗退した。同じオリンピックでは、ボクシングのウェルター級にも出場し、2回戦で敗退した。